# Renée Girard
Pour les articles homonymes, voir Girard.
Renée Girard est une actrice québécoise née en 1927 à New York et morte le 7 août 2009 à Montréal, à l'âge de 81 ans.
Elle a cofondé, en compagnie d'autres personnalités, Le Chez-nous des artistes et la Fondation des artistes du Québec.

## Filmographie
Télévision
- 2003 : Le Dernier Chapitre : La Vengeance : Adèle Desbiens
- 1995 : Les Jumelles Dionne (en) : Mme Lebel
- 1995-1996 : Les Héritiers Duval : Rita Desmarais
- 1995 : Les grands procès : Madame Coffin (mère)
- 1994 : Maria des Eaux-Vives : infirmière
- 1992-1994 : Montréal P.Q. : Mme Blanchette
- 1992 : L'Amour avec un grand A : Quand j'aurai 80…
- 1990-1991 : Les Filles de Caleb : Mme Clouâtre
- 1988 : Lance et compte, saison 2 : Mme Patry
- 1987 : L'Amour avec un grand A : Élisabeth et Étienne : Gisèle
- 1985 : Manon : Cliente
- 1985 : Maria Chapdelaine : Tante Bouchard
- 1985 : Un amour de quartier : Georgette Charron
- 1982-1987 : Peau de banane : Marie-Louise Goyer
- 1980-1982 : Boogie-woogie 47 : Irène Prézeau
- 1980-1986 : Le Temps d'une paix : Sœur Marie-Louise
- 1978 : Duplessis : Étiennette Bureau
- 1978-1984 : Terre humaine : Thérèse Parrot
- 1977-1980 : Jamais deux sans toi : Rita Desmarais
- 1962 : Histoires extraordinaires : Docteur Goudron et professeur Plume
- 1956-1957 : Kimo (série jeunesse)

Cinéma
- 2008 : Cruising Bar 2 : femme au chihuahua
- 2004 : Monica la mitraille
- 2000 : Café Olé : Mrs Sagaris
- 1991 : L'Homme de rêve
- 1991 : Nénette
- 1988 : Le Grand Jour
- 1987 : Le Sourd dans la ville
- 1983 : Maria Chapdelaine : Tante Bouchard
- 1981 : Hard Feelings (en) : Miss Twitchell
- 1980 : Grands Enfants
- 1979 : Au revoir... à lundi : mère de Lucie
- 1979 : L'Affaire Coffin
- 1976 : Parlez-nous d'amour : Fan de Jeannot
- 1976 : Une si gentille petite fille
- 1975 : La Tête de Normande St-Onge : Berthe St-Onge
- 1965 : Pas de vacances pour les idoles

## Sources
1. ↑  « RENEE GIRARD », sur cinememorial.com (consulté le 20 septembre 2017)
2. ↑  « Décès de la comédienne Renée Girard », La Presse canadienne,‎ 11 août 2009 (lire en ligne)